# Фестшрифт

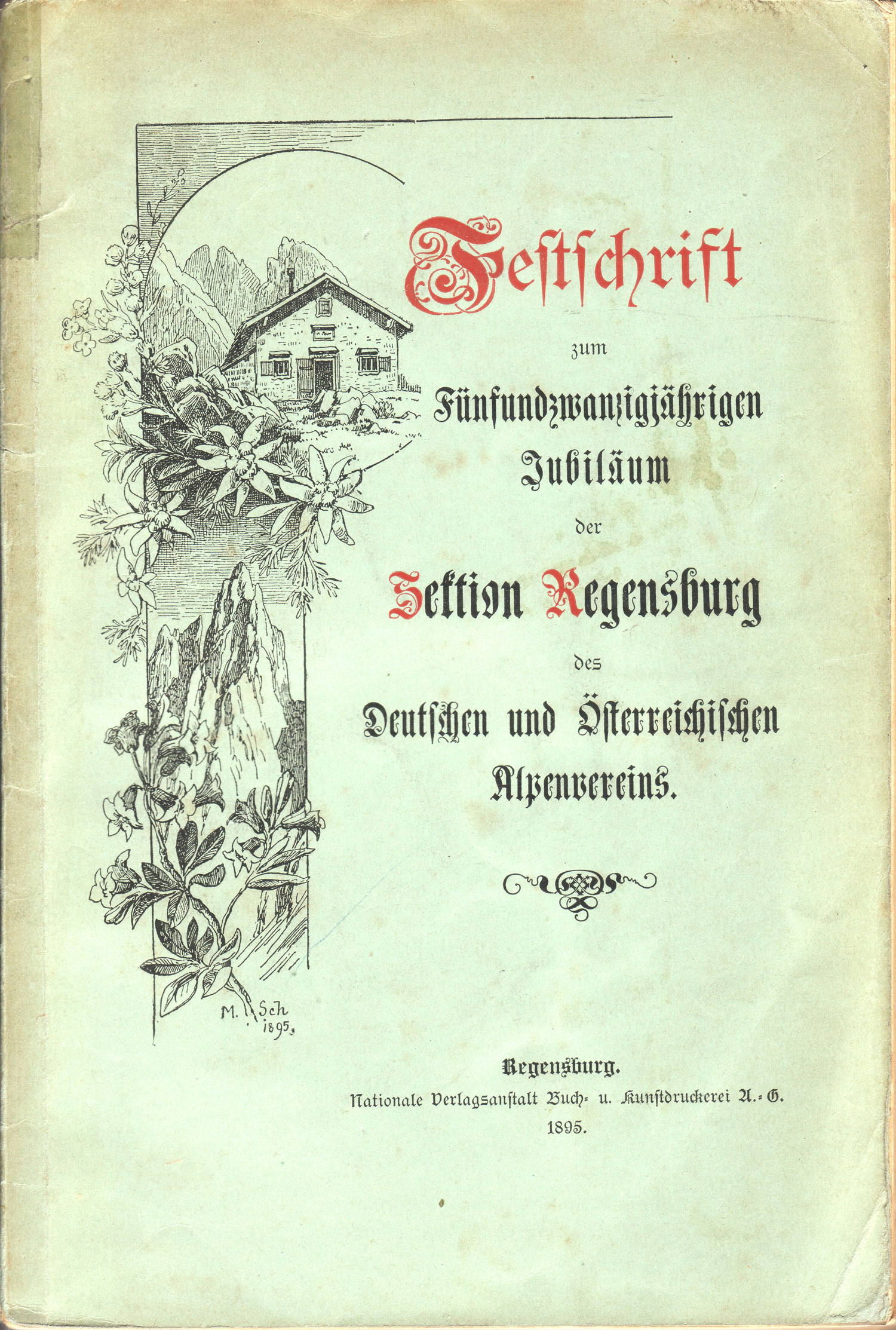
Фестшрифт 1895 года.

Фестшрифт (от нем. Festschrift — «праздничное сочинение») — сборник, написанный в честь какого-либо лица, чаще всего — в честь учёного.
Авторами обычно служат ученики и коллеги адресата фестшрифта, а редакторами — два или три его лучших ученика-аспиранта. Как отмечает американский социолог И. Л. Горовиц, фестшрифты — не только способ показать признание адресату, но и способ выделить себя, а иногда и опубликовать то, что в других местах не публикуется; за счёт этого фестшрифты редко оказываются успешными книгами.
Изначально фестшрифты появились в Германии, причём в начале XX века это были публикации в знак признания высоких заслуг человека, обычно в физике или науках о языке. Кроме того, немецкие фестшрифты служили способом рассмотреть достижения и сделать предсказания в определённой области — более неформально, чем то, что обычно публиковали в рецензируемых журналах.
Во времена Нацистской Германии многие немецкие учёные-евреи переехали в США и привезли с собой традицию выпуска фестшрифтов. При этом фестшрифты распространились в другие области — например, в гуманитарные науки и философию — и стали несколько менее ценными — их печатали в честь менее заслуженных учёных, в более раннем возрасте, иногда даже по несколько штук на одного человека.